# Uderzenie hydrauliczne
Uderzenie hydrauliczne – nagły wzrost ciśnienia towarzyszący szybkiemu zatrzymaniu przepływu cieczy. Wartość uzyskanego ciśnienia zależy od sprężystości objętościowej cieczy, sprężystości rur, oraz szybkości zatrzymywania przepływu. Po nagłym wzroście ciśnienia cieczy następuje jego spadek i seria tłumionych oscylacji ciśnienia, rozchodzących się z prędkością charakterystyczną dla fali dźwiękowej w danej cieczy.

## Przyczyny
Przyczyną uderzenia hydraulicznego jest zgromadzona w płynącym strumieniu cieczy energia kinetyczna, która ulega zamianie na energię potencjalną ściśliwości cieczy i sprężystości rur.
Ekstremalne wartości amplitudy ciśnienia, jakie mogą wystąpić podczas uderzenia hydraulicznego można obliczyć ze wzoru Żukowskiego:
{\displaystyle \Delta p=\rho c\Delta w,}
gdzie:
{\displaystyle c} – prędkość fali ciśnienia [m/s],
{\displaystyle \Delta w} – zmiana prędkości przepływu [m/s].
{\displaystyle \rho } – gęstość cieczy, dla wody {\displaystyle \rho } = 1000 [kg/m³].
Wzrost ciśnienia może być tak duży, że spowoduje pęknięcie rurociągu lub uszkodzenie ściany w miejscu zamocowania rury.

Często spotykanymi przyczynami uderzenia hydraulicznego było działanie starego typu zaworów służących do spłukiwania muszli klozetowych, automatycznych poideł dla zwierząt, niektórych typów baterii wodociągowych. Inne powody wystąpienia tego zjawiska to m.in. gwałtowne zamknięcie zaworu na instalacji, włączenie lub wyłączenie pomp przy otwartych zaworach odcinających lub awaria samych pomp czy też zbyt szybkie napełnianie sieci. W ostatnim przypadku efekt uderzenia hydraulicznego wynika z wypierania przez słup wody zalegającego tam wcześniej powietrza. Powietrze ma znacznie mniejszą lepkość, a przy tym jest ściśliwe, w związku z czym łatwo przechodzi przez zwężki i niedomknięte zawory, natomiast woda docierając do tych przeszkód gwałtownie zmienia swoją prędkość przepływu, co wywołuje uderzenie hydrauliczne.

## Środki zapobiegawcze
Do środków zapobiegających lub częściowo ograniczających niekorzystne skutki uderzenia hydraulicznego, należą:
- użycie zaworów, w których nie następuje gwałtowne zatrzymanie przepływu,
- zastosowanie elementów rur wykonanych z materiałów o większej elastyczności (np. polietylenu),
- umiejscowienie w pobliżu zaworów dodatkowych boczników z elastycznego materiału,
- napowietrzenie strumienia płynącej cieczy, zwiększające jej ściśliwość,
- spowolnienie napełniania sieci poprzez użycie pomp o dużej bezwładności wirnika, bądź też zastosowanie przemienników częstotliwości zmniejszających obroty.

Uderzenie hydrauliczne może być wykorzystywane jako tania i prosta metoda pompowania wody do punktów leżących na niewielkich wzniesieniach w pobliżu naturalnych cieków wodnych; służy do tego taran hydrauliczny.